# Ariosoma kapala
Ariosoma kapala es una especie de pez del género Ariosoma, familia Congridae, orden Anguilliformes. Fue descrita científicamente por Castle en 1990.
Es una especie inofensiva para el ser humano.

## Distribución
Se distribuye por el Pacífico Sudoccidental: Nueva Gales del Sur, Australia. Especie demersal que alcanza los 64 metros de profundidad.